# 格拉河
51°7′37″N 10°55′50″E / 51.12694°N 10.93056°E
格拉河（德语：Gera）是德國的河流，位於圖林根州，屬於溫斯特魯特河的右支流，河道全長85公里，發源自伊爾默瑙以西，流經阿恩施塔特和爱尔福特，河口處在施特勞斯富特。